# 22817 Shankar
22817 Shankar è un asteroide della fascia principale. Scoperto nel 1999, presenta un'orbita caratterizzata da un semiasse maggiore pari a 2,5905227 UA e da un'eccentricità di 0,1108469, inclinata di 5,57814° rispetto all'eclittica.